# Aphanophleps vinosaria
Aphanophleps vinosaria är en fjärilsart som beskrevs av W. Warren 1906. Aphanophleps vinosaria ingår i släktet Aphanophleps och familjen mätare. Inga underarter finns listade i Catalogue of Life.